# Stor kvartslav
Stor kvartslav (Protoparmeliopsis macrocyclos) är en lavart som först beskrevs av H.Magn., och fick sitt nu gällande namn av Moberg och Rolf Santesson. Stor kvartslav ingår i släktet Protoparmeliopsis, och familjen Lecanoraceae. Enligt den finländska rödlistan är arten sårbar i Finland. Arten är reproducerande i Sverige. Artens livsmiljö är klippor (inklusive flyttblock).